# 建明 (呂苟兒)
建明（けんめい）は、南北朝時代の北魏で羌の指導者呂苟児、王法智（王智とも）が建てた私年号。

## 西暦との対照表
| 建明 | 元年  |
| 西暦 | 506年 |
| 干支 | 丙戌  |